# Ĺ
Ĺ (gemenform: ĺ) är den latinska bokstaven L med en accent över. På slovakiska uttalas den [ l̩ː ] (ett långt l-ljud). Ĺ kan också användas i baskiska där den representerar ljudet [ʎ] (Palatal lateral approximant). Dessutom ska enligt den officiella romaniseringen av vitryska från 2007, Ĺ användas för ль.